# Bernhard Fröhlich

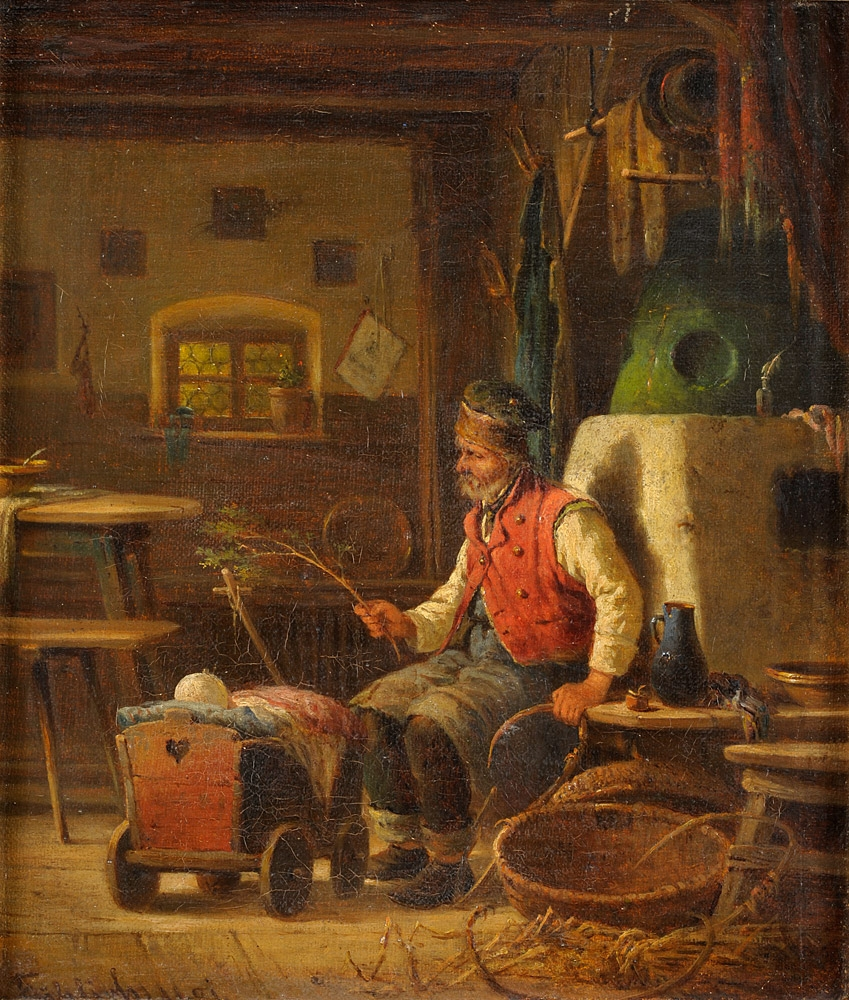
Ein engagierter Großvater

Bernhard Fröhlich (* 1823 in München; † 7. März 1885 ebenda) war ein deutscher Maler, Illustrator und Fotograf.

## Leben und Werke
Bernhard Fröhlich war ein Sohn des Rektors Johann Fröhlich und ein jüngerer Bruder Ernst Fröhlichs. Er studierte ab 1839 an der Kunstakademie in seiner Geburtsstadt bei Sagstätter und arbeitete später hauptsächlich als Illustrator. Beiträge Fröhlichs wurden unter anderem als Münchener Bilderbogen und in Über Land und Meer veröffentlicht. Er arbeitete auch für die Leuchtkugeln. Fotografien stellte er erstmals im Jahr 1851 in der Großen Kunstausstellung aus, später tat er sich mit dem ehemaligen Porzellanmaler  Albert Kristfeld zusammen und führte mit diesem das Fotoatelier seines verstorbenen Schwagers Alois Löcherer weiter.
1865 eröffnete er in der Senefelderstraße 5 in München ein Fotoatelier.

## Grabstätte

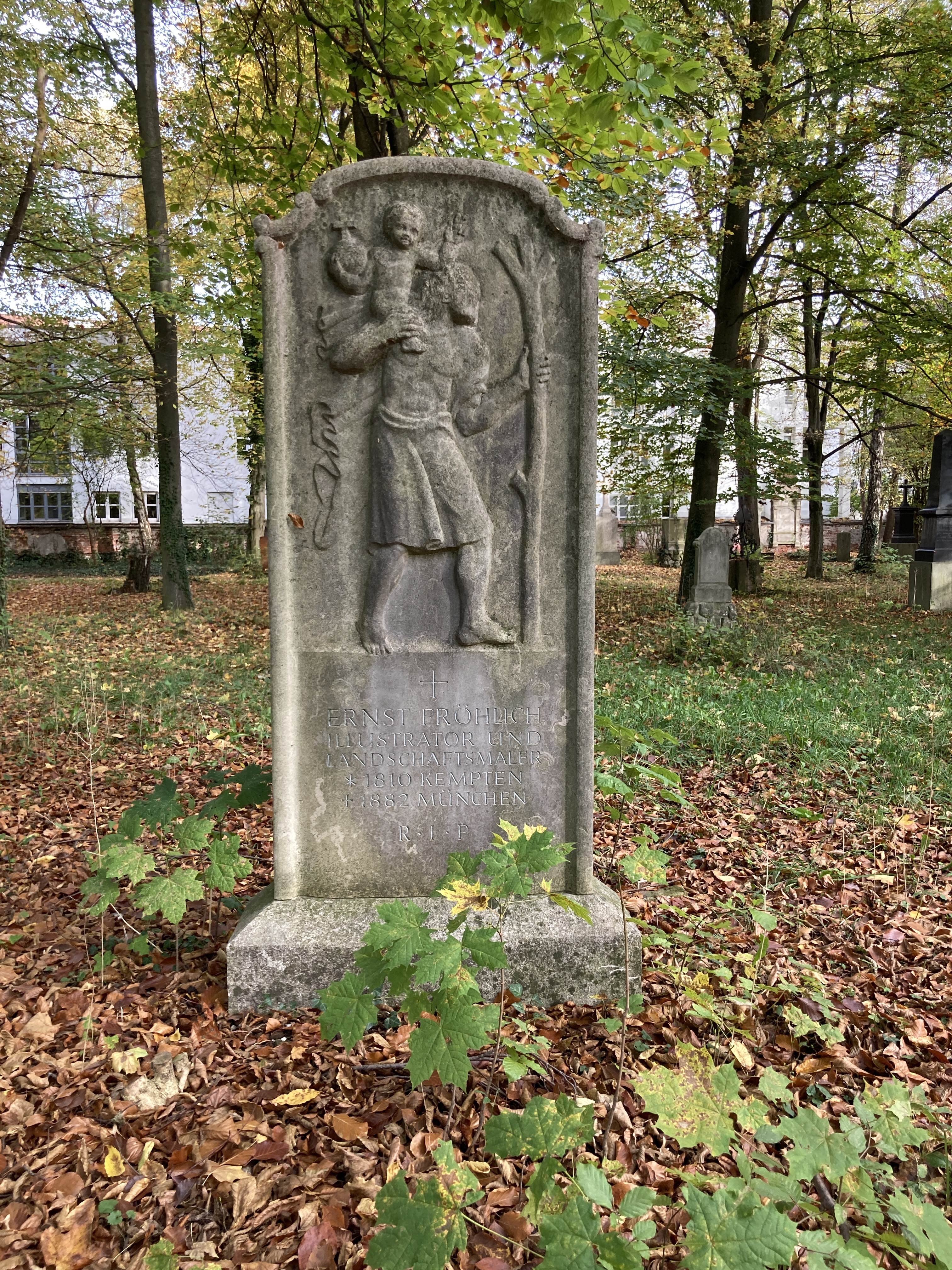
Grab von Bernhard Fröhlich auf dem Alten Südlichen Friedhof in München

Die Grabstätte von Bernhard Fröhlich befindet sich auf dem Alten Südlichen Friedhof in München (Gräberfeld 5 – Reihe 15 – Platz 39) Standort.  In dem Grab liegen auch sein Bruder Ernst Fröhlich sowie sein Schwager Alois Löcherer, dessen Photoatelier er übernommen hatte. Namentlich erwähnt ist auf dem Grabstein nur Ernst Fröhlich.